# René Guastalla
Pour les articles homonymes, voir Guastalla.
René Mardochée Guastalla, né le 1er novembre 1897 à Nice et décédé le 7 décembre 1941 à Lyon, est un helléniste français.

## Biographie
De nationalité française mais d'origine italienne et niçoise, fils d'Enrico (Henri) Samuel Guastalla (1859-1926) et d'Esther Guastalla (1875-1962) née Sazias (Saadia), René Guastalla fit la Première Guerre mondiale de 1916 à 1918, tout comme la « drôle de guerre » de 1940.
Il épousa l'illustratrice Marguerite M. Lehmann (1898-1958), de la famille du rabbin Joseph Lehmann.
Il eut une fille, Germaine (6 janvier 1923 - 4 août 2010), et un fils, Claude Léonce Riquier Guastalla (Tournon, 16 avril 1924 - 11 juin 1944, Pinols), qui fut FFI et mourut pour la France pendant la Seconde Guerre mondiale.
Frappé par le statut des juifs instauré par le régime de Vichy, il en mourut le 7 décembre 1941 « de douleur », d'après le témoignage de sa fille Germaine, recueilli par Hugues-Jean de Dianoux. Il est enterré au vieux cimetière juif de Nice.
Ángelos Sikelianós participa, avec plus de 300 autres intellectuels grecs, à la commémoration en souvenir de l'helléniste français à l'Institut français d'Athènes, le 2 février 1949, en prononçant un bel hommage : « La leçon de René Mardochée Guastalla. Judaïsme et hellénisme », allusion au dernier article de Guastalla, achevé le 5 décembre 1941 : « Judaïsme et hellénisme, la leçon de Philon d'Alexandrie ».
Ángelos Sikelianós rend aussi hommage à Guastalla, « en passant », dans Ελληνογαλλικά: αφιέρωμα στον Roger Milliex για τα πενήντα... : « […] un homme à qui il est juste de rendre le grand hommage qu'il mérite, René Mardochée Guastalla, professeur au Lycée Saint-Charles, agrégé des Lettres. »

### Opinions politiques
Lazare de Gérin Ricard et Louis Truc écrivent dans leur Histoire de l'Action française à propos d'une journée de la Crise du 6 février 1934 : « Je retrouvai, en rentrant chez moi, mon ami René Mardochée Guastalla, qui s'était précipité dès le matin et avait attendu le coup de téléphone qu'il m'avait fait jurer de lui donner si l'on avait besoin de lui, de sa vie, de son sang. Je le connus lorsque, professeur de lycée à Marseille, il ne craignait pas de compromettre sa situation en étant de toutes les manifestations, de toutes les bagarres. Pour lors, il était professeur d'humanités. »
Dans Le Colonisateur colonisé, Louis Sanmarco précise une certaine évolution des convictions du personnage : « René Guastalla était allé de l'Action française à Gaston Bergery et au Front commun. » Mais l'Occupation allait bouleverser sa vision de la politique.

### Carrière
Déjà licencié ès-lettres en 1919, il prépare à Strasbourg l'agrégation d'italien, qu'il obtient en 1922. Il devient agrégé des lettres en 1927, puis membre de la Revue des études grecques à partir de 1928, sur une présentation due à Robert Cohen, professeur au lycée Henri-IV (1889-1939), et à Marcel Espy, son collègue à Marseille.
Guastalla fait carrière : 
- comme professeur d'italien (1922-1926) au lycée de Tournon, ville où il fonde en 1922 un Comité de l'Alliance française
- au lycée Saint-Charles (Marseille) comme professeur de lettres (1926-1933), résidant alors au 3, rue du lycée Périer à Marseille
- au lycée Charlemagne (1933-1937) comme professeur de première, résidant d'abord au 115, boulevard Jourdan en 1934 puis au 1, rue Monticelli, à Paris en 1935
- au lycée Lakanal (1937-1939) comme professeur de première supérieure
- au lycée Thiers de Marseille (1940-1941) comme professeur de première supérieure.

L'enseignant apporte à son métier une grande conviction : « Sans négliger les autres parties de son enseignement, il apportait la plus belle ardeur à celui du grec. On pouvait ne pas partager sa manière de le concevoir, dont le défaut d'ailleurs était surtout de se montrer trop exclusive ; il était difficile de ne pas rendre hommage à la conviction avec laquelle il l'appliquait et la défendait. À Nîmes, à Nice, à Strasbourg, dans les trois Congrès de l'Association Guillaume-Budé, par écrit et oralement, il s'était évertué à l'exposer. Les recueils de textes grecs pour les classes qu'il a publiés à la Librairie Hachette s'en inspiraient et lui doivent d'heureux artifices de présentation. Fidèle à nos séances, il intervenait souvent dans les discussions. On sentait en lui un animateur. Il est décédé en pleine force, au cours de l'année 1941, victime, semble-t-il, des temps étrangement troublés que nous vivons. »
Membre du Collège de sociologie à la fin des années 1930, Guastalla écrit un livre remarqué, Le Mythe et le livre, paru en janvier 1940 chez Gallimard, la reprise de son discours au Collège initialement intitulé « Naissance de la littérature ». 
Guastalla refuse de solliciter l'article 8 de la loi du 3 octobre 1940 qui porte statut des juifs et le contraint à cesser son enseignement. Ce sont donc ses derniers cours que décrit Wladimir Rabinovitch :
« G. était l'ami de nombreux écrivains. Lui-même avait publié plusieurs ouvrages. Était-il juif ? Il l'avait oublié ! Le statut l'avait bouleversé. Il avait alors écrit : Puisqu'il faut choisir entre l'impossible retour à la tribu et la réalité de l'homme, mon choix est fait. Je choisis l'homme. Ses élèves savaient son départ proche. Mais lui n'en parlait jamais. Il faisait même des projets pour le second trimestre. Il s'efforçait de paraître toujours aussi animé, comme si de rien n'était. Mais il se trahissait parfois. Un jour, dédicaçant un de ses livres, il écrivit sur la page de garde : Mieux vaut souffrir une que la commettre a-t-il écrit et, ailleurs, une phrase grecque : Je suis fait pour l'amour et non pas pour la haine. Ce matin, il a parlé de Descartes et l'a défendu avec enthousiasme contre l'un de nous qui l'avait traité à la légère. Puis il s'est arrêté brusquement : Mais on ne me juge pas digne de le défendre... Et il n'a pas achevé. Il ne fait plus de cours, mais parle au hasard. Il semble vouloir nous dire tout ce qui lui tient à cœur. Et, de plus en plus, on s'aperçoit que c'est un type très bien, très chic, très fier, très digne… Nous voulons avoir une explication avec lui, lui dire notre amitié, notre admiration. Mais personne n'ose parler le premier. Pourtant nous ne sommes pas des enfants... »
Guastalla consacre son dernier cours à la traduction commentée du passage du Phédon où Platon raconte la mort de Socrate.
Guastalla, révoqué, refuse de demander sa réintégration même si le Ministre de l'Instruction publique lui-même, l'historien Jérôme Carcopino, lui a proposé son aide, et il assume avec dignité son destin.

### Dernier métier
Avait-il vraiment « salué avec espoir le régime du maréchal Pétain » ? 
Toujours est-il que Guastalla devient en mars 1941 secrétaire général adjoint du Consistoire central israélite de France, alors replié à Lyon. Il échafaude un projet de centre de rééducation professionnelle pour juifs, lorsque le terrasse le malheur. Il se serait suicidé.

## Œuvres
Souvent dénommé René M. Guastalla par discrétion religieuse et parfois renommé en René Manlius Guastalla par amour du latin, il a utilisé le pseudonyme René Riquier pour signer par exemple Sous le signe de l'olivier. Poèmes (Maison du livre, 1924) :

« Toi qui, sur la terre nue,

Projettes l'ombre d'azur

Et soufflettes l'étendue

De tes bras maigres et purs. »

Outre quelques poèmes et conférences, Guastalla publie des livres aux éditions Hachette, et plus particulièrement des manuels scolaires de grec et de latin qui vont de la troisième à la première. Bon nombre de ses manuels ont été refondus par Jean Lescale à partir de 1950 (correction de quelques erreurs, mises au point de certaines notes, réadaptation aux programmes, compléments).

1. Les Textes grecs
Les Textes grecs, classe de 3e (1935)
Les Textes grecs, classe de 2e (1933)
Les Textes grecs, classe de 1re et de philosophie (1934)

Les Textes grecs. Classe de 3e. Compléments. Extraits de Xénophon, Diodore de Sicile… (1952)
Les Textes grecs. Classe de 2e. Compléments. Extraits de Xénophon, Euripide, Isocrate et Plutarque (1952)
Les Textes grecs, classe de 1re, compléments : Extraits de Platon (1951)

2. La Vie antique
La Vie antique, versions et thèmes, série grecque, classe de 2e (1937)
La Vie antique, versions et thèmes, série grecque, classe de 1re, traductions et corrigés (1937) 

La Vie antique, version et thème, série latine, classe de 2e (1936)
La Vie antique, versions et thèmes, série latine, classe de 1re (1936)

3. En collaboration avec Peter Sammartino
Survey of French Literature (Longmans, Green and Co, 1937)